# Skanderbeg
Gjergj Kastrioti 1405 – 17. ledna 1468 Lezhë), řečený Skanderbeg (někdy také Skanderbej, albánsky Skënderbeu) byl albánský vojevůdce a státník z rodu Kastriotů. Jeho otec  byl Gjon Kastrioti. V Albánii je považován za národního hrdinu, přední postavu albánských dějin.

## Popis
Proslavil se jako bojovník proti Osmanské říši, vybojoval v čele křesťanských armád desítky bitev, z velké části vítězných. Bývá také nazýván jako „Drak z Albánie“ a je albánským národním hrdinou, ačkoliv Albánci byli většinovým etnikem na obou stranách konfliktu. Skanderbegova sláva se po dobytí Balkánu Osmany uchovala v křesťanské Evropě, zatímco v převážně islamizované Albánii postupně vybledla. Byl znovuobjeven ve druhé polovině 19. století v období albánského národního obrození, kdy podrobili nacionalisté Skanderbegovu postavu procesu albanizace až do dnešní podoby národního hrdiny.
Jeho sochy se nacházejí v mnoha městech, včetně hlavního města Tirany (jezdecká socha). Sjednotil drobná knížectví a vytvořil samostatný albánský stát. Sídlil v pevnosti Krujë, která byla rekonstruována v šedesátých letech 20. století. Podporoval mírové úsilí Jiřího z Poděbrad. Spolu s kardinálem Palem Engjëllim často cestoval do zahraničí, aby sháněl podporu pro boje proti Osmanské říši.
V roce 1981 mu bylo v městě Lezhë postaveno mauzoleum. Jeho helma s kozlí hlavou byla ve třicátých letech dvacátého století vyobrazena i na albánské vlajce. Nyní je vystavena v Uměleckohistorickém muzeu ve Vídni. 1. listopadu 1982 bylo otevřeno Skanderbegovo muzeum v rodném městě Krujë.

## Obraz v umění
- 1735 François Francœur a François Rebel: Scanderberg, opera – tragédie en musique, libreto: Antoine Houdar de La Motte a Jean-Louis-Ignace de La Serre, premiéra 27. října 1735, Académie Royale de Musique, Paříž.

### Externí odkazy

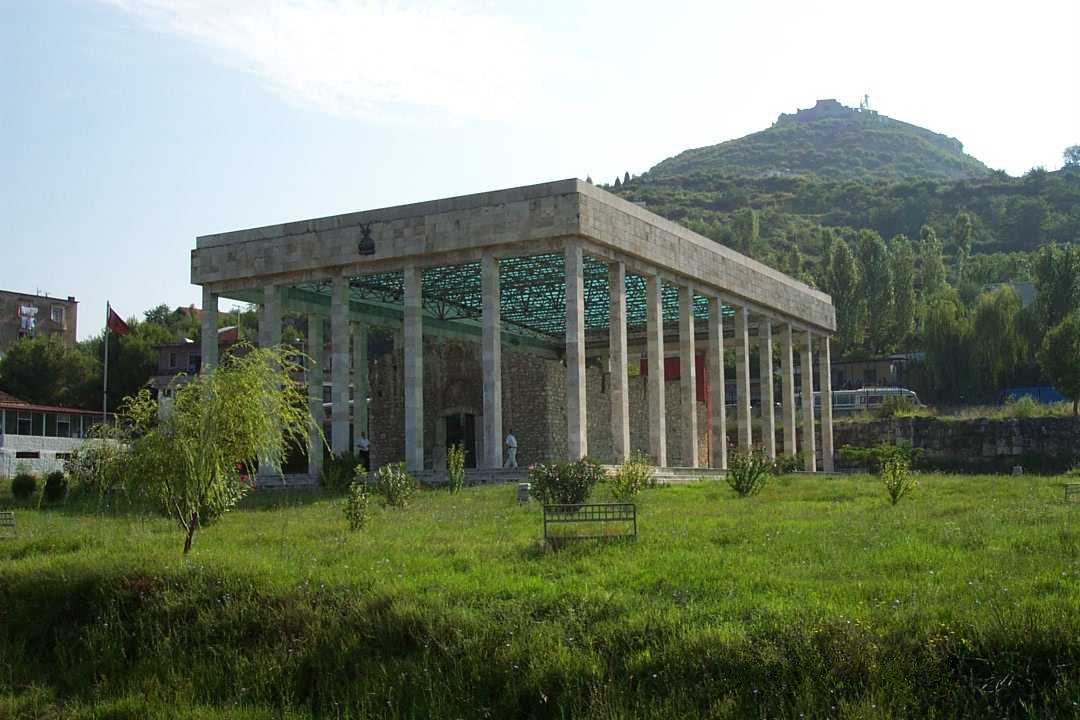
Skanderbegovo mauzoleum v Lezhë